# Biogaz carburant

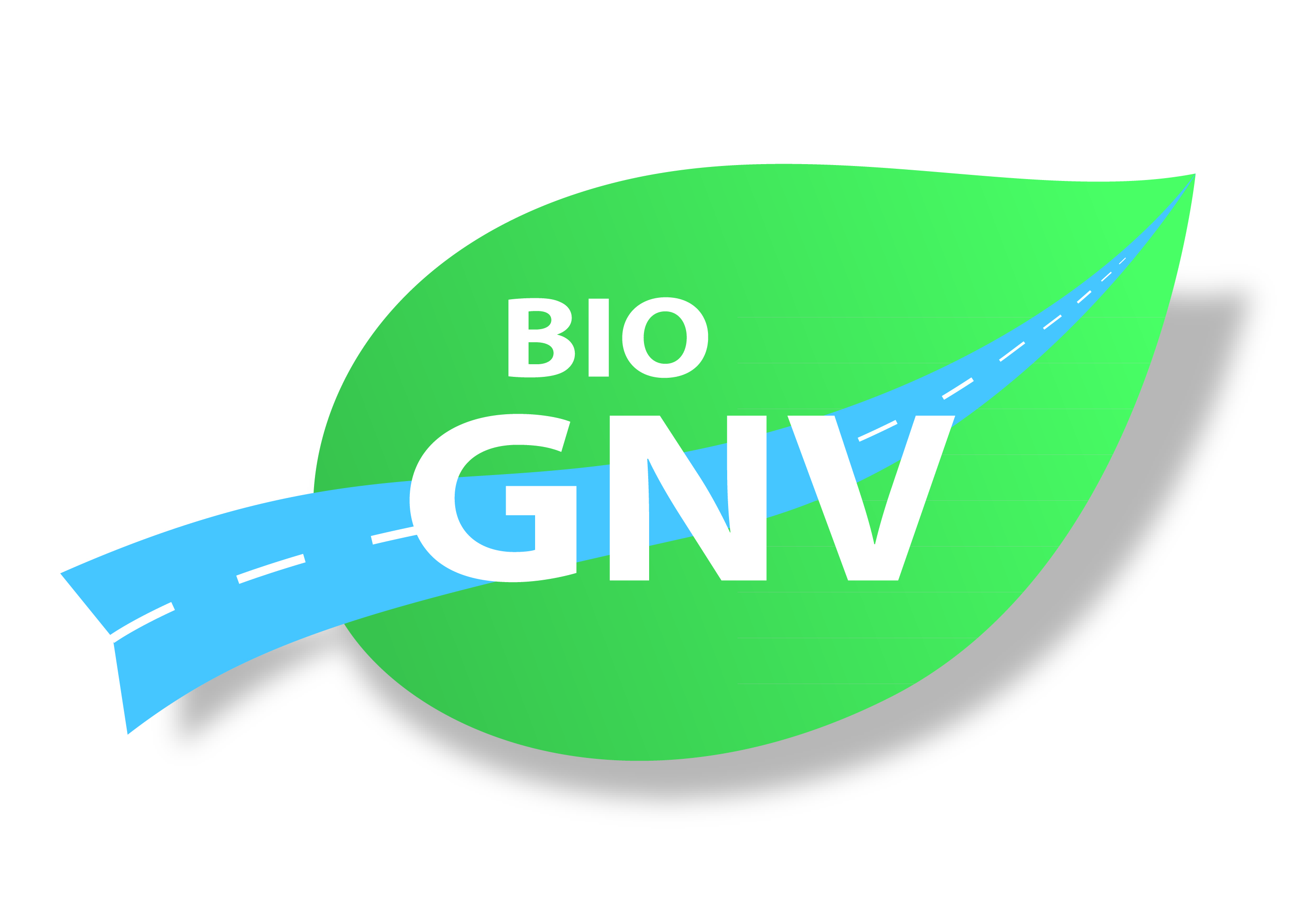
Logo bioGNV.

Le biogaz carburant est du biométhane (c'est-à-dire un biogaz épuré) utilisé comme carburants verts pour véhicules. Sa partie énergétique étant du méthane biogénique, c'est un GNV renouvelable, ce qui lui vaut son autre dénomination bioGNV.

## Techniques de production
Divers systèmes d'épuration du biogaz existent et peuvent être combinés : 
- condensation par cryogénie[1] ;
- épuration par adsorption (gaz-solide) pouvant être basée sur la physisorption et/ou la chimisorption) ;
- adsorption gaz-liquide (qui consiste en un lavage à l'eau ou par un autre solvant liquide, éventuellement amélioré par des adsorbants chimiques dissous dans l'eau, et régénérable)[1] ;
- biofiltration, étudiée pour le traitement d'H2S mais aussi des COVSi (Composés organiques volatils du Silicium)[1] ;
- lavage aux amines ;
- adsorption par inversion  de pression, souvent abrégée en PSA pour Pressure Swing  Adsorption ;
- filtration sur membranes (polymères vitreux) à perméation (étudiées pour épurer le CO2, mais elles se sont révélées efficaces pour diminuer de 60 % le H2S[2].
- oxydation catalytique des COVSi pour les transformer en silice (à 300 °C sur alumine activée[3]). Cette technique a été évaluée sur un biogaz synthétique mais le catalyseur est rapidement dégradé par les dépôts de silice[1].

Il est important de correctement épurer le biogaz pour en faire un carburant, car les traces de soufre, de fer et de silice qu'il contient dégradent les moteurs et peuvent nuire aux catalyseurs de traitement des fumées de combustion. 

Les techniques disponibles permettent d'obtenir un gaz de qualité identique à celle du gaz naturel fossile épuré. Le biogaz épuré (renommé biométhane) peut alors être utilisé exactement comme du gaz naturel fossile épuré.
Des systèmes de démonstration de d'épuration/compression du biogaz ont été développés pour des sites agricoles.
La solution GNV permet aussi une forme de stockage de l'énergie alors que la ressource végétale est plus importante en été/automne.

## Marchés
La Nouvelle-Zélande a été leader dans le développement de la méthanisation et du biogaz agricole en vue de produire du carburant véhicule, puis un changement de politique a mis fin au développement de ce biocarburant[réf. nécessaire].
En Suède en 2006, du biométhane-carburant est distribué par de nombreuses stations services, et un train régional fonctionnant au biogaz.

### En France
Des projets de démonstration ont concerné le biogaz carburant, en ciblant les bus et véhicules professionnels. Une association (AFGNV) y fédère les acteurs du GNV.
Après le projet pionnier de Lille Marquette, la communauté urbaine de Lille métropole a décide de renouveler l'expérience. Le centre de valorisation organique de Sequedin, mis en activité en mars 2007, permet d'alimenter le dépôt de bus situé à proximité.
Depuis, de nouveaux sites se développent, par exemple à Forbach depuis 2013, où le biogaz produit par les déchets organiques de la collectivité permettent de produire du bioGNV, qui alimente les bus et bennes à ordures. D'autres sites comme Trifyl dans le Tarn, utilisent ce carburant issu des déchets ou seront mis en service prochainement, comme le projet de la SEM Liger en Bretagne
GNVolontaire, en Rhône-Alpes est un projet de développement de stations de distribution, avec GRDF et Ademe, 4 stations publiques poids lourds en 2017 GNV et bioGNV. Des subventions aident l'achat de véhicules, mais en contrepartie les propriétaires contribuent via des appels d'offres à l'ouverture de stations de distribution. 
Le bioGNV est produit de façon insuffisante en France à ce jour, la demande des collectivités et des transporteurs en carburant renouvelable et préservant la qualité de l'air étant forte. C'est pourquoi il est couplé au GNV (gaz naturel véhicule) chimiquement identique, un système de traçabilité permettant ensuite de passer au gaz renouvelable. Un épurateur de démonstration pour site agricole a été utilisé dans les années 1990.

avec de nouveaux cadres (PPE, stratégie économie circulaire,  schémas régionaux biomasse mais aussi directive AFI (alternative fuel infrastructure) sur le déploiement d'une infrastructure pour carburants alternatifs qui visent à augmenter l'offre avant 2020. 
Un cadre d'actions national pour les carburants alternatifs (rapport CANCA) a été publié en 2017 : il propose de passer de 40 à 80 le nombre de stations GNC entre 2016 et fin 2020 et 115 avant fin 2025, dont environ 70 à installer le long des axes et dans les aires urbaines du RTE-T central. La filière (en 2017) vise de son côté 180 points de ravitaillement (dont 128 GNC et 46 GNL) disponibles d’ici à fin 2018 et 250, dont 40 GNL, d’ici 2020.
Le méthane contenu dans le biogaz peut aussi être une source non négligeable d'hydrogène renouvelable.